# Kleiner Finger

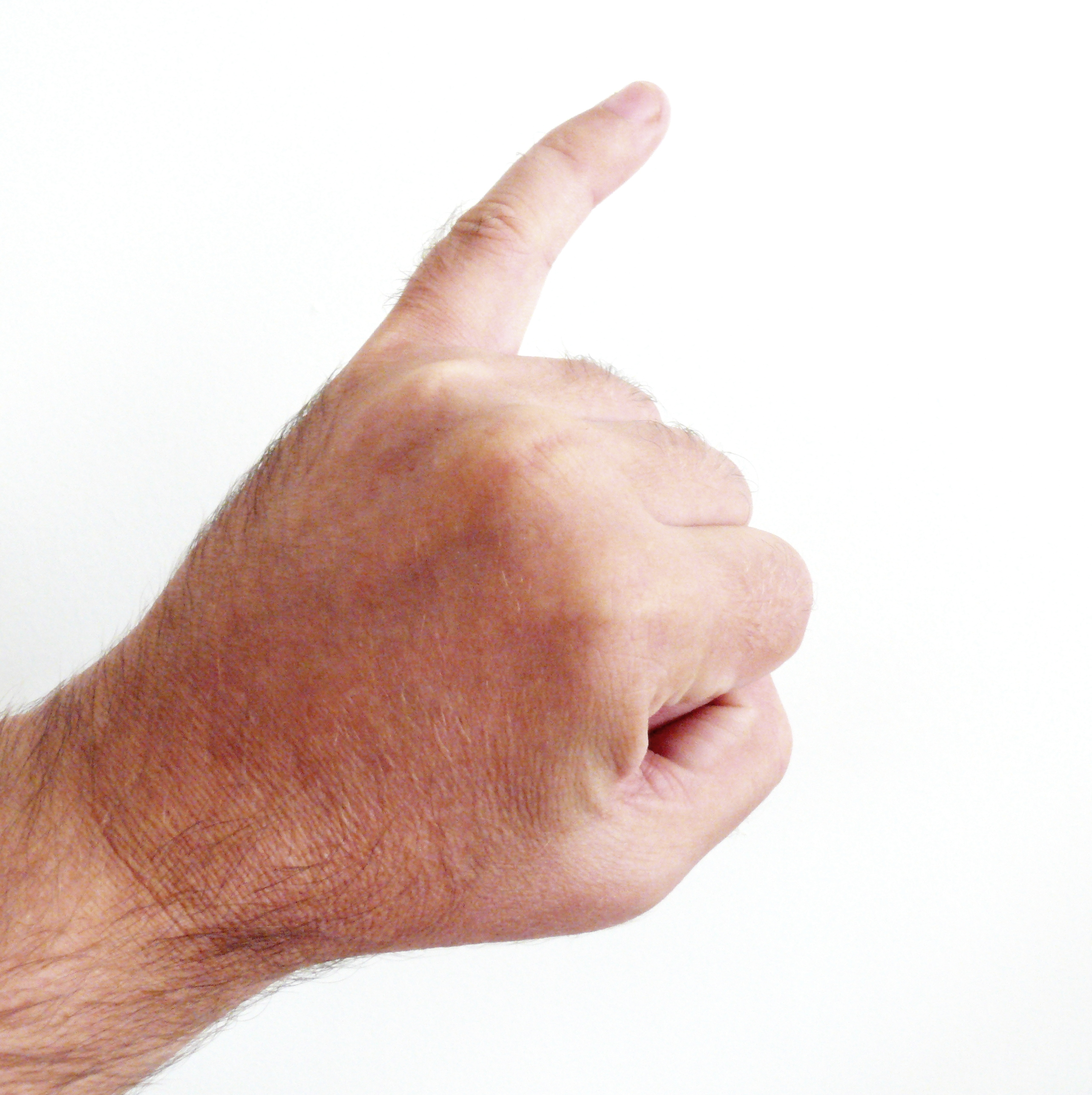
Kleiner Finger

Fingerknochen

Der kleine Finger oder selten auch der Kleinfinger (lateinisch: digitus minimus oder digitus quintus) ist der fünfte Finger der menschlichen Hand. Er ist ellenseitig gelegen (Handkante) und befindet sich neben dem Ringfinger. Der kleine Finger ist gewöhnlich nach dem Daumen der zweitkleinste Finger der Hand. Er besteht wie alle Finger (außer dem Daumen) aus drei Fingergliedern (Phalangen) und der umgebenden Muskulatur. Der kleine Finger kann gebeugt, gestreckt, abgespreizt und herangeführt werden. Außerdem kann der kleine Finger dem Daumen angenähert werden.

## Muskulatur
Für die Bewegung des kleinen Fingers sind folgende Muskeln verantwortlich:
- Streckung (Extension)
  - Musculus extensor digitorum
- Beugung (Flexion)
  - Musculus flexor digitorum superficialis
  - Musculus flexor digitorum profundus
  - Musculus flexor digiti minimi brevis
- Abspreizen (Abduktion)
  - Musculus abductor digiti minimi
- Heranführen (Adduktion)
  - Musculi interossei dorsales
  - Musculi interossei palmares
- Zum Daumen annähern (Opposition)
  - Musculus opponens digiti minimi

## Geschichten
Da das Abspreizen (Abduktion) des kleinen Fingers beim Greifen von Gegenständen früher in feineren Kreisen als elegant galt, wird der kleine Finger auch als „Gesellschaftsfinger“ bezeichnet.
In Japan gilt das Abspreizen des gekrümmten kleinen Fingers als gestische Umschreibung für eine Person, die sich Dingen bemächtigt, die ihr nicht gehören. Meist ist damit eine Geliebte oder eine außereheliche Affäre gemeint.
Begeht ein Angehöriger der japanischen Yakuza (kriminelle Organisation, „japanische Mafia“) einen Fehler, der zu einem Gesichtsverlust führt, so kann er diesen tilgen, indem er sich ein Fingerglied abschneidet. In der Regel wird mit der linken Hand und mit dem ersten Glied des kleinen Fingers begonnen.
In England und in den Vereinigten Staaten ist ein pinky swear (auch pinky promise) ein Schwur oder Versprechen, das sich zwei Menschen geben, indem sie die kleinen Finger umeinander krümmen. Wer den Schwur bricht, muss sich laut Tradition von dem Finger trennen.
Im deutschen Sprachraum ist es sprichwörtlich beliebt, „jemanden um den kleinen Finger zu wickeln“.
In Aachen ist der emporgereckte kleine Finger der rechten Hand ein Erkennungszeichen (und Gruß) untereinander, das „Klenkes“ genannt wird.
Im flämischen Teil Belgiens kann man mittels ausgestrecktem kleinem Finger Bier in Kneipen bestellen. Im Anschluss an diese Geste wird mit den anderen Fingern die Anzahl der bestellten Biere gezeigt. Diese Art der Bestellung hat sich dort wegen der oft lauten Umgebung in Kneipen etabliert.